# Escobar - Il fascino del male
Escobar - Il fascino del male (Loving Pablo) è un film del 2017 scritto e diretto da Fernando León de Aranoa.
La pellicola, con protagonisti Javier Bardem e Penélope Cruz, è basata sul bestseller di Virginia Vallejo, Amando Pablo, odiando Escobar.

## Trama
Il film narra la vita di Pablo Escobar, dall’ascesa criminale avvenuta all’inizio degli anni ottanta fino alla morte nel 1993, passando per gli anni del narcoterrorismo, della lotta contro la possibile estradizione negli Stati Uniti e del rapporto con la giornalista Virginia Vallejo, che, dopo essere stata a lungo la sua amante, decise di collaborare con la giustizia favorendone la cattura.

## Distribuzione
Il film è stato presentato in anteprima, e fuori concorso, alla 74ª Mostra internazionale d'arte cinematografica di Venezia e successivamente al Toronto International Film Festival.
La pellicola è uscita nelle sale italiane il 19 aprile 2018.

## Incassi
Il film ha incassato 14.8 milioni di dollari a livello internazionale.

## Riconoscimenti
- 2018 - Premio Goya[3]
  - Candidatura per il miglior attore protagonista a Javier Bardem
  - Candidatura per la migliore attrice protagonista a Penélope Cruz
- 2018 - Spanish Actors Union
  - Candidatura per il miglior attore protagonista a Javier Bardem
  - Candidatura per la migliore attrice protagonista a Penélope Cruz